# Time for Beany
Time for Beany est une émission de télévision américaine de marionnettes, qui fut diffusée localement à Los Angeles à partir de 1949 puis au travers des États-Unis de 1950 à 1955. Elle fut créée par Bob Clampett, qui réutilisa plus tard les personnages centraux dans la série animée Beany and Cecil. Les personnages principaux sont Beany, un petit garçon courageux portant une casquette ; le brave mais crétin serpent de mer Cecil, qui prétend avoir 300 ans ; l'oncle de Beany, l'entêté Capitaine Horation Huffenpuff (jeu de mots avec Horatio Hornblower) ; John le malhonnête, que la cape et la moustache identifient clairement comme le méchant ; et Tearalong le lion tacheté. Un autre personnage, un clown de cirque nommé Clownie, apparait dans les premiers épisodes mais est ensuite abandonné.
Les principales voix utilisées sont celles de Daws Butler et Stan Freberg. Les marionnettes, créées par Maurice Seiderman, sont présentées devant des décors simples ou des dessins d'arrières-plan.
Time for Beany raconte les aventures du bateau Leakin' Lena commandé par l'oncle Captain Huffenpuff. Les épisodes quotidiens, longs de quinze minutes, contiennent fréquemment des références à l'actualité de nature satirique. Un épisode dépeint le président Harry S. Truman sous forme de marionnette, accompagné par le chant de Cecil. D'autres personnages imitèrent des célébrités, comme Dinah Saur et The Red Skeleton, parodies de Dinah Shore et Red Skelton.
Albert Einstein était fan de l'émission. Un jour, le physicien interrompit une importante conférence en annonçant : « Veuillez m'excuser, messieurs. C'est l'heure de Time for Beany. » Le compositeur et musicien Frank Zappa était aussi un fan de l'émission.